# 杨巨源 (唐朝)
杨巨源（?年—?年），字景山，后改名巨济。河中（治所在今山西省永济市）人，唐朝官员。
贞元五年（789年）进士。早年擔任张弘靖的从事，後來由秘书郎擢拔為太常博士，再迁虞部员外郎。出京擔任凤翔少尹。长庆三年（823年）转为国子司业，隔年以国子祭酒致仕。大和七年（833年）尚在世。工於詩，与白居易、元稹、刘禹锡、王建等交好。有集一卷。《全唐诗》卷三百三十三錄其詩。
杨巨源的诗作在其生前享有盛名，且很早就流传至外国。当时，巨源被评为“诗名往日动长安，首首人家卷里看。”元稹称其“诗律铿金，词锋切玉”，元和年间敕撰《御览诗》收录其诗作十四首，包括五言诗五首，七言诗九首。他的诗在渤海、日本都有流传。大江维时《千载佳句》收录杨巨源七言诗句共十八联，其中有一半是《全唐诗》中没有收录的。在日本，杨巨源诗集极有可能为大江氏独有。大江匡房在《江谈抄》中提到大江朝纲曾取用杨巨源的对仗来作诗。杨巨源诗在后世大都散佚。到了宋代，如《崇文总目》《郡斋读书志》等书目都记载杨巨源诗集仅有一卷，与唐朝时“卷里诗过一千首”相比明显有巨大差距。日本方面，由于大江氏的江家文库在仁平三年（1153）遭火灾焚毁，大江氏持有的更为完整的杨巨源诗集也没能保存下来。
露凝丹地初疑雨，煙著紅樓半是霞。——楊巨源，大江維時《千載佳句·釋氏部禪居》
新河柳色千株暗，故國雲帆萬里歸。——楊巨源，大江維時《千載佳句·別離部別意》